# Deutsch-Saarländische Volkspartei
Die Deutsch-Saarländische Volkspartei (DSVP) war eine Partei des bürgerlichen Lagers im Saargebiet, die sich 1924 aus einem Zusammenschluss der Liberalen Volkspartei und der Demokratischen Partei konstituierte. Sie ging 1933 in der Deutschen Front auf.

## Vorgeschichte
Die Liberale Volkspartei (LVP) entstand, nachdem die Regierungskommission des Saargebietes ihre Arbeit aufgenommen hatte. Die erste Delegation bestand vor allem aus Vertretern der Industrie und Wirtschaft. Im Wahlkampf 1922 warb die Partei für die Einheit mit Deutschland und gegen die französische Annexionspolitik sowie die Arbeit der Regierungskommission. Sie erhielt 12,8 Prozent und konnte so mit vier Mandaten in den 1. Landesrat des Saargebiets einziehen. Dem Gegenüber hatte die Deutsche Demokratische Partei nur 3,9 Prozent und lediglich ein Mandat im Landesrat. Bei der nächsten Wahl beschloss man daher sich zusammenzutun. So wurde 1924 die Deutsch-Saarländische Volkspartei gegründet.

## Programm
Die Deutsch-Saarländische Volkspartei war eine nationalliberale Partei. Ihre Positionen stimmten in wesentlichen Punkten mit der Politik Gustav Stresemanns und der Arbeit der Deutschen Volkspartei überein.
Sie war ein Vertreter der Einheitsfront und suchte gute Beziehungen sowohl zu den Sozialdemokraten als auch zur Zentrumspartei. Wichtig war der Partei vor allem die saarländische Wirtschaft und damit die Durchsetzung der saarländischen Interessen gegenüber der Regierungskommission und Frankreich. So war die Politik auf Zusammenschlüsse mit anderen Parteien ausgelegt. Neben politischen Forderungen wurden auch die Interessen der Gewerkschaften berücksichtigt und damit auch soziale Forderungen mit aufgenommen. Während sie im Umgang mit anderen Parteien sehr zurückhaltend auftrat, kritisierte sie die Arbeit der Regierungskommission sehr scharf. In der Saargebietsfrage warb die Partei für eine Rückgliederung nach Deutschland, wobei für sie die politische Ausrichtung keine Rolle spielte.
Trotz ihres nationalistischen Programms war die DSVP ein Gegner der deutschnationalen Kräfte und insbesondere der Nationalsozialisten.

## Wahlergebnisse
Bei der Wahl zum 2. Landesrat konnte der Zusammenschluss 14,8 % erhalten. Damit verbesserte sich zwar die Prozentzahl, doch insgesamt wurde das Bürgerliche Lager von den Kommunisten verdrängt. Für die saarländische Volkspartei zog Otto Hussong zum ersten Mal in den Landesrat und Hermann Röchling, Wilhelm Schmelzer sowie Max von Vopelius konnten ihr vorheriges Mandat als Vertreter der LVP verteidigen. In der dritten Wahlperiode verschlechterte sich das Ergebnis auf 9,06 % und die Partei büßte ein Mandat ein. Im Landrat vertreten waren nun Philipp Diehl, sowie Röchling und Schmelzer. 1932, bei den Wahlen zum 4. Landesrat verschlechterte sich das Ergebnis auf 6,6 %. Die beiden Mandate erhielten Röchling und Schmelzer.

## Bedeutung
Auch wenn die Wahlergebnisse nur bedingt als Erfolg zu sehen sind und sie eigentlich nur eine kleine Partei war, war die Deutsch-Saarländische Volkspartei eine einflussreiche Kraft im Saargebiet, was vor allem ihren Mitgliedern zugeschrieben werden kann. Zudem hatte sie mit der Saarbrücker Zeitung ein einflussreiches Medium an der Hand, das publizistisch die Parteilinie vertrat. Die Zeitung hatte zu dieser Zeit eine Auflage von 70.000 Exemplaren.
Hermann Röchling war ein Vertreter der Nationalliberalen und hatte großen Einfluss auf die Delegation in Genf, Verbindungen zu den britischen Sozialisten und zur deutschen Regierung. Auf Grund seines starken Antisemitismus und seines nationalen Denkens wechselte er 1935 zur NSDAP und war maßgeblich an der Etablierung der Deutschen Front beteiligt.
Die weiteren Mitglieder der Partei hatten großen Einfluss auf die Handwerkskammer und zählten wirtschaftspolitisch zur mächtigsten Fraktion im Saargebiet.

## Aufgehen in der Deutschen Front
Bereits vor 1932 kam es zu Auflösungserscheinungen der DSVP. Zum einen war der wachsende Einfluss der Nationalsozialisten eine für die Partei negative Entwicklung, zum anderen war seit dem Tod Stresemanns die DVP des Reiches führungslos geworden. Die Auflösung- und Zerfallserscheinungen der DVP wirkten sich auch auf die saarländische Partei aus, die sich regelmäßig von der Reichspartei distanzieren musste. In dieser Situation wandte sich Röchling direkt an Adolf Hitler und warb für die Idee einer Einheitsfront aus nationalen und liberalen Kräften, um so im Abstimmungskampf eine Rückgliederung des Saargebiets an Deutschland zu erreichen. Röchling übernahm daraufhin auch den Parteivorsitz und führte die DSVP so in die Deutsche Front. Nach einer kurzen Phase, in der alle Parteien noch selbstständig aktiv waren, schloss sie sich mit der Deutschnationalen Volkspartei (DNVP), der Zentrumspartei des Saargebietes, der Wirtschaftspartei (WP) und der Nationalsozialistischen Deutschen Arbeiterpartei  zur zweiten Deutschen Front zusammen und galt anschließend als aufgelöst.